# Лавровский конный завод
Лавровский конный завод — конный завод, расположенный в селе Лаврово Мордовского муниципального округа Тамбовской области.
Он один из старейших в России после знаменитого Хреновского, где выведена порода орловских рысаков.

## История
Основан в 1814 году селекционером Василием Петровичем Воейковым. Первоначально конный состав комплектовался за счет лошадей, купленных в Хреновском конном заводе у графа Орлова и из них завод занимался разведением верховых и рысистых лошадей. Но вскоре верховые лошади не привились в заводе и лавровцы занялись разведением русской рысистой породы.
После смерти Василия Воейкова в 1880 году конезавод и село Лаврово перешли к его сыну Николаю, который продаст их через 9 лет В.Н. Телегину. В эту пору были построены первые конюшни.
Уже в дореволюционный период в Лавровском конном заводе был создан свой тип рысистой лошади, отличавшейся упряжными формами, породностью, хорошей линией верха, глубиной, прочными сухими конечностями, но несколько грубоватой.  
С 1890 г. конезавод перешёл во владение Полякову Даниилу Самуиловичу. При нём построены два двухэтажных дома, сохранившиеся в настоящее время. 
Следующий владелец - Владимир Владимирович Лежнев приобрёл конезавод в 1910 году и начал заниматься лошадьми уже на промышленной основе. После начала революции он эмигрировал в Канаду.
После Гражданской войны завод оказался разорён и разграблен, а лошади расхищены. В хозяйстве осталась лишь одна кобыла Маргарита. Основное поголовье впоследствии было укомплектовано лошадьми из других конных заводов.
Восстановление предприятия началось только после индустриализации в начале 1930-х годов, тогда из племсостава были исключены все орловские матки. Взамен поступили матки из Новотомниковского конного завода, близкие по происхождению Лавровскому поголовью. Завод находился в ведении управления коневодства Народного комиссариата земледелия. С 1934 года лошади завода регулярно занимали большое число Всесоюзных, а также международных призов, конезавод считался одним из ведущих хозяйств Советского Союза. В 1937-1938 гг. г. конюшни имели возможность разместить только 198 животных. (При среднегодовой численности животных – 356 голов).
Большой труд в создание выдающихся рысаков вложили зоотехники по коннозаводству Ю.Н. Саранцев (1920-1934), А.К. Бринкен (автор подбора, давшего Подарка), В.Н. Жардецкий, К.В. Воскресенский, Р.И. Калинин. На ипподромных дорожках рысаков Лавровского завода вели к победам такие наездники, как А.В. Зотов, А.А. Сорокин, Н.Р. Семичов, М.Г. Чудненко, В.Т. Новиков, А.П. Крейдин, В.Я. Кочетков.
После Второй мировой войны многие ценные кобылы были переданы в другие конные заводы на пополнение маточного фонда. Директором конезавода был Мандрыкин, нач. полит. отдела Кобзев.
В 1980-е годы поголовье лошадей составляло около 600 голов, из них маточное поголовье — 120 кобыл породы «русская рысистая».
В 2006 году Лавровский конный завод подвергся процедуре банкротства. После этого хозяйство окончательно пришло в упадок, его остатки постепенно рушатся.
В сентябре 2023 года сохранившиеся здания конного завода были внесены в список объектов, обладающих признаками объектов культурного наследия.